# Ajta asz-Szab
Ajta asz-Szab (arab. عيتا الشعب) – wieś położona w dystrykcie Kada Bint Dżubajl, w Muhafazie An-Nabatijja, w Libanie.

## Położenie
Wioska Ajta asz-Szab jest położona w niewielkiej dolinie wśród gór na wysokości 620 metrów n.p.m., w odległości około 0,5 kilometrów na wschód od granicy z Izraelem. W jej otoczeniu znajdują się wioski Ramja, Al-Kuzah, Dibil, Hanin, Ajn Ibil i Rumajsz. Na zachód od wioski, przy granicy jest położony posterunek obserwacyjny międzynarodowych sił rozjemczo-obserwacyjnych UNIFIL. Po stronie izraelskiej są moszawy Zarit, Szetula i Netu’a. W Izraelu są także zlokalizowane posterunki graniczne Liwne i Sztula, oraz baza wojskowa Biranit.

## Historia
Po I wojnie światowej w 1918 roku wioska weszła w skład francuskiego Mandatu Syrii i Libanu, który formalnie powstał w 1923 roku. W 1941 roku powstał Liban, który został oficjalnie uznany dwa lata później. W 1946 roku wycofały się ostatnie wojska francuskie. Podczas wojny domowej w Mandacie Palestyny w 1948 roku w rejonie wioski stacjonowały siły Arabskiej Armii Wyzwoleńczej, atakujące pozycje żydowskie na terenie dawnego Mandatu Palestyny. Po I wojnie izraelsko-arabskiej na przełomie 1948 i 1949 roku do Ajta asz-Szab napłynęli palestyńscy uchodźcy. Kiedy zorientowali się, że ich powrót do Palestyny nie będzie możliwy w krótkim czasie, na początku 1951 roku zaczęli opuszczać Ajta asz-Szab i osiedlać się w obozach palestyńskich uchodźców w Libanie. Około 1968 roku w rejonie wioski zaczęła prowadzić swoją działalność Organizacja Wyzwolenia Palestyny, która przeprowadzała ataki terrorystyczne w Izraelu. Tutejsze jaskinie, a zwłaszcza podziemna rzeka, stały się drogami przenikania terrorystów przez granicę libańsko-izraelską. Obszar Ajta asz-Szab był w owym czasie jednym z najbardziej aktywnych w konflikcie z Izraelem. Szczególną aktywność przejawiał wówczas tutaj Ludowy Front Wyzwolenia Palestyny. W dniu 21 czerwca 1972 roku elitarna jednostka izraelskich komandosów uprowadziła z wioski pięciu wyższych rangą funkcjonariuszy syryjskiego wywiadu. Zostali oni następnie wykorzystani w negocjacjach w sprawie wymiany za izraelskich pilotów przetrzymywanych w syryjskiej niewoli. W kwietniu 1975 roku w Bejrucie wybuchły ciężkie starcia rozpoczynające pierwszą fazę libańskiej wojny domowej. Wykorzystując osłabienie rządu, palestyńskie organizacje terrorystyczne stworzyły własne państwo w południowej części Libanu, z której prowadziły regularne ataki wymierzone przeciwko Izraelowi. Wywoływało to działania odwetowe Sił Obronnych Izraela. W dniach 24-25 maja 1975 roku w rejon wioski Ajta asz-Szab przybyli libańscy żołnierze, których zadaniem było monitorowanie sytuacji na granicy. Izraelscy żołnierze omyłkowo wzięli ich za terrorystów i zaatakowali. Zginęło wówczas 7 libańskich żołnierzy. Pomimo tego incydentu, w maju 1976 roku prezydent Sulajman Farandżijja zwrócił się do Izraela z prośbą o udzielenie pomocy wojskowej. Izrael rozpoczął wówczas dostarczać uzbrojenie dla sił chrześcijańskiej Falangi Libańskiej. Gdy następnie w konflikt libański zaangażowały się kolejne państwa arabskie, Izrael przeprowadził 14 marca 1978 roku operację „Litani”, w trakcie której zajęto terytorium południowego Libanu po rzekę Litani. Wycofując się po kilku dniach, Izraelczycy pozostawili na południu Libanu tzw. strefę buforową oddzielającą Izrael od Libanu. Od tego momentu wioska Ajta asz-Szab przez długi czas znajdowała się pod kontrolą sił chrześcijańskich milicji. Dodatkowy nadzór nad granicą sprawowały międzynarodowe siły UNIFIL. Po wojnie libańskiej Izraelczycy utworzyli „strefę bezpieczeństwa”, którą strzegły siły Armii Południowego Libanu. Po wycofaniu się w 2000 roku Izraelczyków, rejon wioski zajęły siły organizacji terrorystycznej Hezbollah. W dniu 12 lipca 2006 roku w pobliżu wioski doszło do przygranicznego incydentu w Zarit-Szetula. Pod osłoną ostrzału rakietowego izraelskiego moszawu Ewen Menachem, oddział Hezbollahu zabił trzech i wziął do niewoli dwóch żołnierzy izraelskich niedaleko moszawu Zarit. Odbywali oni rutynowy patrol granicy izraelsko-libańskiej. Kolejnych pięciu żołnierzy poniosło śmierć w trakcie nieudanej próby odbicia zakładników. Zniszczeniu uległ także czołg armii izraelskiej. Incydent ten doprowadził do wybuchu II wojny libańskiej. Większość mieszkańców Ajta asz-Szab opuściło swoje domy i uciekła na północ kraju. Wioska stała się miejscem ciężkich walk izraelskich żołnierzy z bojownikami Hezbollahu, którzy wcześniej przygotowali całą okolicę do obrony. W licznych bunkrach, jaskiniach i kryjówkach podziemnych okryte były stanowiska ogniowa oraz wyrzutnie rakiet. Pomimo licznych prób, Izraelczykom nie udało się zająć i utrzymać wioski. W trakcie walk zniszczeniu uległo 85% zabudowy wioski. Ajta asz-Szab stała się symbolem niezłomności Hezbollahu.

## Gospodarka
Lokalna gospodarka opiera się na rolnictwie, głównie hodowli tytoniu i oliwek.